# توپخانه

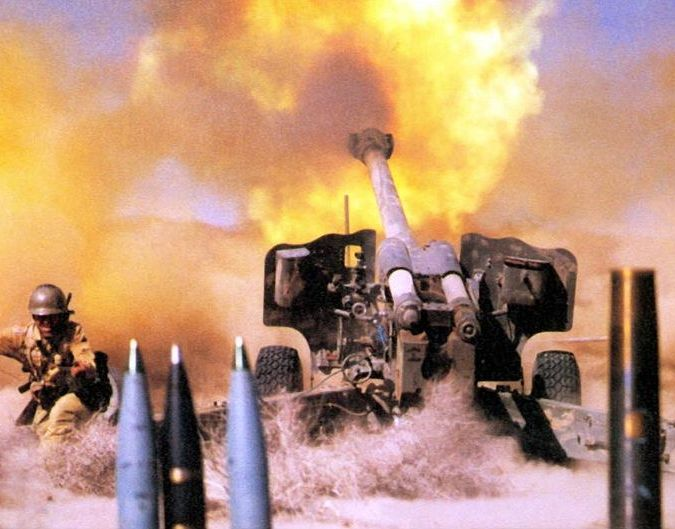
واحد توپخانه ارتش ایران در حال شلیک توپ هویتزر ۱۵۲ میلیمتری دی-۲۰ در خلال جنگ ایران و عراق

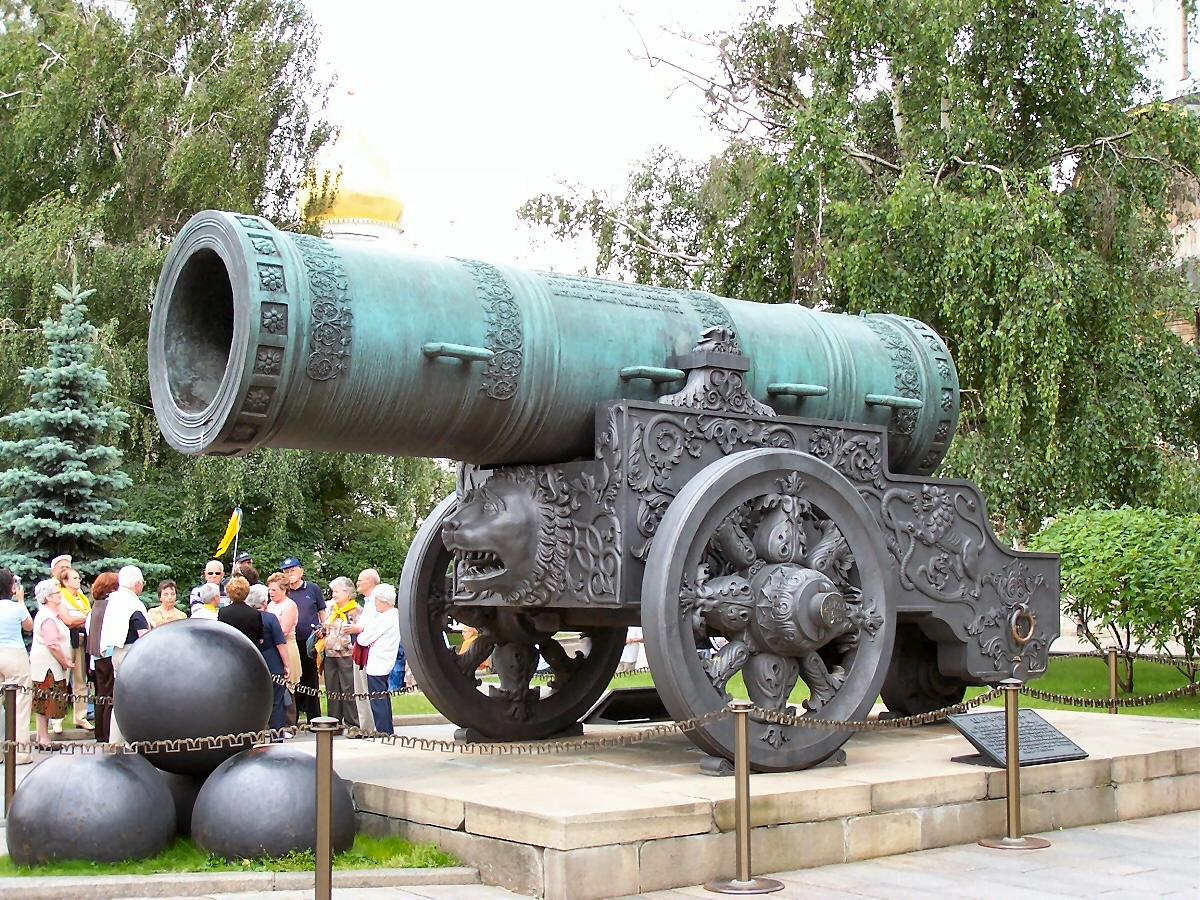
توپ تزار با کالیبر ۸۹۰ میلی‌متری که در سال ۱۵۸۶ در روسیه تولید شد، بزرگ‌ترین توپ جنگی دنیاست.

توپخانه یگانی در آرایش‌های نظامی است که مأموریت انهدام مواضع، ادوات یا نیروی‌های پیاده دشمن را جهت پشتیبانی نیروهای خودی بر عهده دارد. این یگان نقش آتش پشتیبان را ایفا می‌کند.
علت پیدایش توپخانه در اصل برای این مهم بوده که بتوان به استحکامات نیروهای دشمن آسیب وارد ساخت. پیدایش توپخانه مربوط به تاریخ باستان بوده است؛ زمانی که اسکندر مقدونی در حال تصرف سرزمینهای شرق یونان بود؛ ولی نخستین استفاده گسترده و سازماندهی شده از توپخانه را می‌توان متعلق به استفاده لژیونرهای رومی در زمان‌های پس از میلاد دانست. در گذشته توپهای توپخانه توسط اسب‌ها جابجا می‌شد، ولی امروزه توپخانه‌ها به دو گروه توپخانه‌های خودکششی که از شاسی یک وسیله نقلیه دارای موتور احتراق داخلی برخوردارند و توپخانه کششی که با استفاده از وسائل نقلیه دیگر (مثل کامیون) جابجا می‌شوند، تقسیم می‌شوند.
توپخانه‌ها با اختلاف بسیار مرگبارترین و مؤثرترین سلاح‌های جنگ‌های زمینی بوده‌اند. در جنگ‌های ناپلئون و دو جنگ جهانی اول و دوم بیشتر کشتگان جنگ از آتش توپخانه بودند.

## انواع

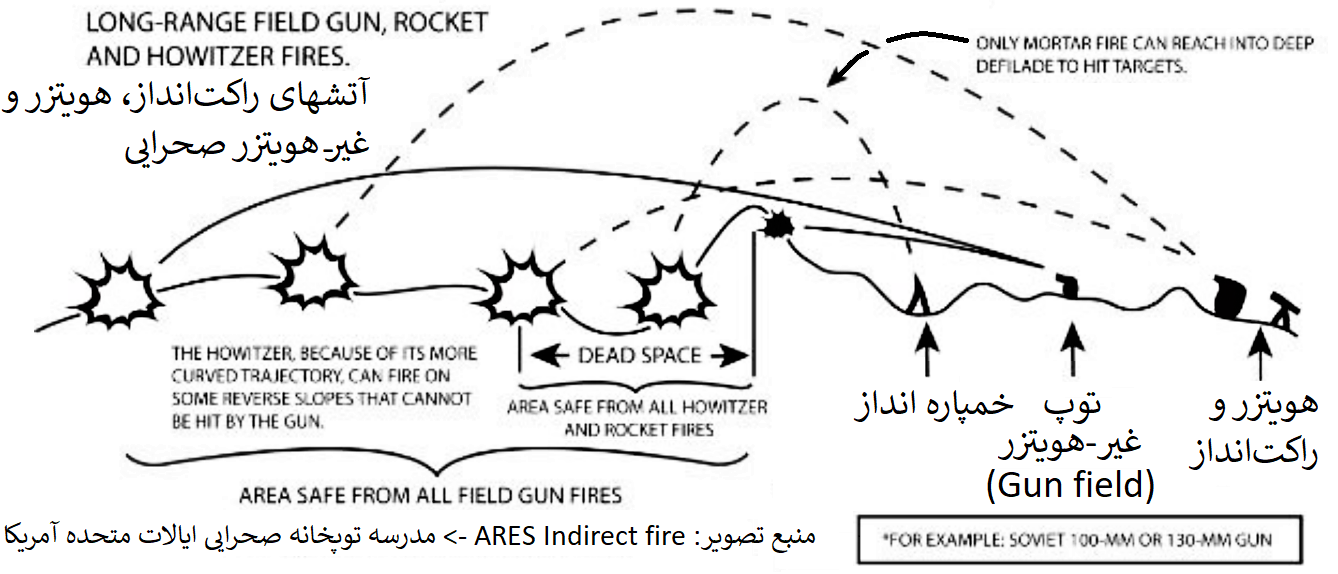
مفهوم توپخانه را در موقعیت‌های مختلف جنگ نشان می‌دهد

توپخانه‌ها را می‌توان به شکل‌های مختلفی تقسیم‌بندی کرد. یکی از این تقسیم‌بندی بر اساس نوع سلاح و مهمات مورد استفاده در توپخانه است:
- توپخانه صحرایی: توپ‌های جنگی ثابت یا متحرکی که برای حمایت نیروهای زمینی در صحنه نبرد در میدان‌های باز استفاده می‌شوند و خود به چند دسته تقسیم می‌شود:
  - توپ‌های کوهستانی: توپ‌های سبکی که می‌توان آن‌ها را در مناطق صعب‌العبور حرکت داد.
  - توپ‌های صحرایی: توپ‌هایی که قادر به آتش دوربرد در خط مستقیم هستند و از لوله‌های بلندی برخوردارند.
  - هویتزرها: توپ‌هایی که توانایی شلیک در زاویه‌های کمانی را دارند. از لوله کوتاهتری استفاده می‌کنند و معمولاً برای آتش غیرمستقیم به کار می‌روند
  - توپ هویتزر: ویژگی‌های توپ‌های صحرایی و هویتزرها در آن‌ها ترکیب شده و هم توانایی آتش دوربرد و هم شلیک با خط سیر کمانی مرتفع را دارند.
  - توپ‌های ضدتانک: توپ‌هایی معمولاً سبک با قدرت تحرک بالا که برای حمله به تانک‌ها طراحی شده‌اند.
  - خمپاره: سلاح‌هایی سرپر با لوله بسیار کوتاه و خط سیر کمانی.
  - توپ‌های ضدهوایی: توپ‌هایی که برای شلیک به هواگردها از روی زمین طراحی شده‌اند. برخی از توپ‌ها هم قابلیت استفاده ضدهوایی و هم استفاده صحرایی و ضدتانک دارند.
- توپخانه راکتی: به جای گلوله توپ از راکت برای شلیک به دشمن استفاده می‌کنند.
- توپخانه خودکششی: معمولاً به توپ‌ها، هویتزرها و خمپاره‌هایی که یک خودروی اختصاصی برای نصب و حمل و شلیک آن‌ها طراحی شده گفته می‌شود.
- توپخانه کششی: توپ‌هایی که با کشنده‌های توپخانه‌ای جابجا می‌شوند.
- توپخانه دریایی: توپ‌هایی که بر روی کشتی‌های جنگی نصب شده و هم برای شلیک به دیگر کشتی‌ها و هم برای حمایت از نیروهای زمینی استفاده می‌شوند. پیشرفت نیروی هوایی و سیستم‌های موشکی این نوع از توپخانه را تا حدی از رده خارج کرده است.
- توپخانه ساحلی: توپ‌هایی که به‌طور ثابت برای دفاع از نقطه‌ای از ساحل یا بندر نصب شده‌اند. معمولاً از توپ‌های بسیار بزرگ‌تر و پرقدرت‌تر و دوربردتر برای این منظور استفاده می‌شود. با این حال توپ‌های مدرن ساحلی معمولاً به شکل خودکششی ساخته می‌شوند تا از آتش ضدتوپخانه دشمن در امان باشند.